# 伊藤舞子
伊藤 舞子（いとう まいこ、1975年1月7日 - ）は、日本の女性声優。フリー。東京都出身。

## 人物
劇団21世紀FOX→トリトリオフィスを経て、現在はフリー。
1995年に劇団21世紀FOXに入団し、テレビアニメ『勇者指令ダグオン』で声優デビュー。同年には『勇者王ガオガイガー』で主人公・天海護役を務めた。『ダグオン』出演は千葉耕市の意向により、アフレコの雰囲気をつかむためのテスト出演であったとインタビューで語っている。
友人のイラストレーター・緒方剛志に連れられて、『ソード・ワールドRPG』のリプレイに参加したことがある（その時の模様はリプレイアンソロジー『デーモン・アゲイン』で確認することができる）。
自動二輪免許所持。

## 出演
太字はメインキャラクター。

### テレビアニメ
1997年
- スーパーフィッシング グランダー武蔵（有希）
- 逮捕しちゃうぞ（子供A、交換手）
- 勇者指令ダグオン（女性）
- 勇者王ガオガイガー（天海護、ZX-10瞳原種）

1998年
- SHADOW SKILL -影技-（兵）

1999年
- イソップワールド（イッチン）
- GREGORY HORROR SHOW（マイサン）
- ベターマン（長谷川真子〈ハセチン〉）

2000年
- GEAR戦士電童（生徒たち）
- ブギーポップは笑わない Boogiepop Phantom（安部純子）
- 遊☆戯☆王デュエルモンスターズ（エスパー絽場）

2001年
- 破邪巨星Gダンガイオー（森梢）

2003年
- 出撃!マシンロボレスキュー（寿、幼少時代のジェイ）
- テニスの王子様（テリー・グリフィー）
- プラネテス（エーデルガルド・リヴェラ）

2005年
- ガン×ソード（メリアン）
- SPEED GRAPHER（菊川）
- 勇者王ガオガイガーFINAL GRAND GLORIOUS GATHERING（天海護）

2006年
- ウィッチブレイド（奈月マリ子）

2007年
- ウエルベールの物語 〜Sisters of Wellber〜（2007年 - 2008年、ズシカ） - 2シリーズ

2011年
- Dororonえん魔くん メ〜ラめら（ガリベン）

### OVA
- サクラ大戦 轟華絢爛（1999年、子供）
- 勇者王ガオガイガーFINAL（2000年、天海護[8]）

### 劇場アニメ
- ウルトラマンM78劇場 Love & Peace（1999年）

### ゲーム
1990年代
- 東京23区制服WARS（1998年、清水さやか）
- バトル昆虫伝（1999年、風見勇太）

2000年代
- サンライズ英雄譚R（2000年、天海護）
- ブレイブサーガ2（2000年、天海護）
- ファーランドシンフォニー（2002年、JP）
- スーパーロボット大戦シリーズ（2003年 - 2021年、天海護） - 6作品
- 遊☆戯☆王デュエルモンスターズ8 破滅の大邪神（2003年、エスパー絽場）
- 新世紀勇者大戦
- ゼノサーガ エピソードIII［ツァラトゥストラはかく語りき］（2006年、アベル）

2010年代
- 東京放課後サモナーズ（2018年、アギョウ）
- 遊戯王 デュエルリンクス（2019年、エスパー絽場）

### ドラマCD
- 勇者王ガオガイガーシリーズ（天海護）
  - スペシャルドラマ1 〜サイボーグ誕生〜
  - スペシャルドラマ2 〜ロボット闇酷冒険記〜
  - スペシャルドラマ3 〜最強勇者美女軍団〜
  - スペシャルドラマ4 〜ID5は永遠に…〜
- 勇者王ガオガイガーFINAL 最強キャラクターセット VOL.5マモル&華編（2000年、天海護）
- 覇界王〜ガオガイガー対ベターマン〜（2019年、天海護[10]）
  - side：ガオガイガー「number.EX 再-SAIKAI-」
  - side：ベターマン「number.EX 求-PROPOSE-」

### ラジオ
- CAFE A GO GO RADIO STATION（めでぃあ横町：2008年12月 - ）

### ラジオドラマ
- 勇者王への道「勇者特急マイトガイン 嵐を呼ぶハネムーン」（文化放送：1997年、天海護）

### その他
- ソード・ワールドRPGリプレイ（プレイヤー、雑誌『Role&Roll』およびリプレイアンソロジー『デーモン・アゲイン』掲載）